# Élections sénatoriales bhoutanaises de 2013
Des élections ont lieu le 23 avril 2013 afin de choisir pour cinq ans les membres du Conseil national du Bhoutan. Comme exigé par la constitution, l'ensemble des candidats et donc des vainqueurs étaient indépendants.

## Mode de scrutin
Composé de vingt cinq sièges, le Conseil national, (Gyelyong Tshogde) est la chambre haute du Parlement du Bhoutan. Les élections ont lieu au scrutin uninominal majoritaire à un tour dans 20 circonscriptions correspondants aux Dzongkhags, les districts territoriaux du pays. Le roi du Bhoutan nomme cinq autres membres . Il est interdit aux candidats à la chambre haute d'être membre d'un parti politique. Ils doivent également avoir moins de 65 ans, et être titulaire d'un diplôme d'étude avancée d'un établissement universitaire ou autre reconnu. Il est fait recours à des machines à voter dans l'ensemble du pays, ce qui rend inexistants les votes blancs ou invalides.

## Résultats
Soixante sept candidats se présentent aux élections, dont quatorze conseillers sortants. Six de ces derniers sont réélus. Les programmes des candidats portaient sur la promotion de la démocratie, la bonne gouvernance, la paix et la sécurité ainsi que sur le Bonheur national brut. Bien que quatre femmes aient été élues en 2007-2008, aucune des cinq candidates n'y parvient à ces élections. Le roi du Bhoutan en nomme néanmoins deux parmi ses cinq nominations.
|                          | Indépendants             | 171 544        | 100            | 20 |  |  |  |
|                          | Membres nommés           | Membres nommés | Membres nommés | 5  |  |  |  |
|                          |                          |                |                |    |  |  |  |
| Total                    | Total                    | 171 544        | 100            | 25 |  |  |  |
| Abstention               | Abstention               | 208 275        | 54,84          |    |  |  |  |
| Inscrits / participation | Inscrits / participation | 379 819        | 45,16          |    |  |  |  |